# سميح طوقان
سميح طوقان رجل أعمال أردني وهو المؤسس الرئيسي لشركة مكتوب للبريد الإلكتروني والخدمات على الشبكة العنكبوتية.

## سيرته
ولد في 27 شباط عام 1969 في عمان (الأردن) وهو من أصل فلسطيني من مدينة نابلس. هاجرت عائلة جده إثر النكبة إلى الأردن. ترعرع بين عائلة منحته كل الإمكانيات ليكمل تعليمه في أفضل المدارس ويبلغ أعلى الدرجات وبعدها يذهب للخارج ويكمل دراسته. تخرج عام 1990 وحصل على الماجستير في الهندسة الكهربائية من جامعة في لندن (بريطانيا) والماجستير في إدارة الأعمال من (بالفرنسية: HEC University) في فرنسا عام 1992. قرر بعد حصوله على الشهادات التي يريدها العودة للأردن ليعمل هناك.
بدأ عام 1994 بمكتب استشاري في مجال التقنية. أسمى مكتبه (بالإنجليزية: Business Optimization Consultants) أو (بالإنجليزية: BOC). بنى خبرة جيدة في مجال خدمات الإنترنت وتطوير الأنظمة والتقنية. مع السنوات بدأ يشاهد الطفرة الحاصلة في عالم الإنترنت في العالم وفي الوطن العربي واستخدام الايميل الذي كان يزداد يوم عن يوم والعرب كانوا يستخدمون المواقع الإنكليزية، لهذا أتت فكرة تأسيس موقع يهدف نشر اللغة العربية على الإنترنت. من البداية قرر أن يكون الأول. وتحدث مع أصدقائه الذين كانوا يملكون مثل سميح ميزة «رجال الأعمال، الإبداع والتميز» وكانوا طموحين جدا وقرروا معا افتتاح خدمة البريد على الإنترنت للوطن العربي.
عام 1998 قام الثلاثة بإعداد مشروع تجريبي لبريد إلكتروني عربي والبداية كانت من بيت عائلة سميح وحصل مكتوب في انطلاقته التجريبية على 5 آلاف مشترك. اختاروا اسماً سلساً وسهل الحفظ يرمز «للبريد»، «رسالة» وأيضا يرمز لما هو مقدر. البداية كانت مع شعار «افتخر أنت عربي- Proud to be an arab».
بعد شراء مكتوب من شركة ياهو تم إنشاء مجموعة جبار للإنترنت لتضم الشركات التي لم تدخل ضمن صفقة الشراء بين مكتوب وياهو.

## وصلات خارجية
- مقابلة سميح طوقان بموقع سوالف سوفت